# Шепман, Вильгельм
Вильгельм Шепманн (нем. Wilhelm Schepmann; 17 июня 1894, Хаттинген — 26 июля 1970, Гифхорн, земля Нижняя Саксония) — государственный и партийный деятель Германии, со 2 мая 1943 — исполняющий обязанности начальника штаба СА в чине обергруппенфюрера СА, с 9 ноября 1943 — начальник штаба СА, рейхсляйтер.

## Биография
Участник Первой мировой войны 1914—1918 гг., лейтенант, награждён Железным крестом 2-го класса и знаком «За ранение». В 1922 году вступил в НСДАП. В апреле 1934 получил чин группенфюрера СА, а 9 ноября 1936 — обергруппенфюрера СА.
С апреля 1934 — руководитель (фюрер) 10-й Обер-группы СА «Вестфален-Нижний Рейн», с ноября 1934 по май 1943 — также и группы СА «Саксония». В феврале 1933 года был назначен Полицай-президентом Дортмунда. Член (депутат) ландтага Пруссии в 1932—1933, член (депутат) Рейхстага с 12 ноября 1933 по 1945.
После гибели Виктора Лутце стал начальником штаба СА, однако не сразу — сначала обязанности начальника штаба исполнял Макс Юттнер. Шепман активно сотрудничал с СС, в результате чего в его подчинение были переданы крупные воинские соединения СС, включая 18-ю дивизию СС «Хорст Вессель». За Вторую мировую войну 1939-45 получил награды: пристёжки к Железному кресту, крест За военные заслуги 1 и 2 степени без мечей. Имел золотой значок члена НСДАП и ряд партийных наград.
После войны прошёл денацификацию, занимался политической деятельностью, являлся членом городского совета Хаттингена; в 1952 году был избран в парламент Нижней Саксонии. Занимал должность вице-мэра г. Гифхорн, однако вынужден был уйти в отставку из-за общественного скандала. Его сын Рихард руководил правоэкстремистским издательством Teut-Verlag и был приговорен к заключению в 1983 г. за разжигание расовой ненависти.

## Награды
- Железный крест (1914) 2-го класса (Королевство Пруссия)
- Крест «За верную службу» (1917) (Княжество Шаумбург-Липпе)
- Нагрудный знак «За ранение» (1918) чёрный
- Почётный партийный знак «Нюрнберг 1929» (1929)
- Шеврон старого бойца (февраль 1934)
- Почётный крест Первой мировой войны 1914/1918 с мечами (1934)
- Медаль «В память 13 марта 1938 года»
- Медаль «В память 1 октября 1938 года»
- Пряжка к Железному кресту 2-го класса
- Железный крест (1939) 1-го класса
- Крест «За военные заслуги» 1-й степени
- Крест «За военные заслуги» 2-й степени
- Золотой партийный знак НСДАП
- Медаль За выслугу лет в НСДАП в бронзе, серебре и золоте